# Helma Notte
Helma Notte verh. Baur (* 22. September 1911 in Düsseldorf; † 14. März 1997 in München) war eine deutsche Leichtathletin, die in den Jahren um 1930 erfolgreich war. Sie nahm zweimal an Olympischen Spielen teil.
Die 1,75 m große und 64 kg schwere Athletin startete für den TV Grafenberg Düsseldorf.

## Leistungen
In ihrer Spezialdisziplin, dem Hochsprung, gewann sie 1928 und 1930 jeweils bei den Deutschen Meisterschaften; hinzu kommt eine Vizemeisterschaft 1932. Im Jahr 1930 konnte Helma Notte als Doppelmeisterin gelten, da sie sowohl den DSfLA- als auch den DT-Titel („Volksturnen“) gewann, letzteren Mitte August in Leipzig mit 1,57 m. Beim Deutschen Turnfest gewann sie 1933 in Stuttgart.
Auf den Weltranglisten jener Jahre kam sie siebenmal unter die Top Ten – sechsmal im Hochsprung und einmal über 100 Meter:
- 1927 Platz 5 (1,53 m)
- 1928 Platz 6 (1,54 m)
- 1929 Platz 9 100 m (12,4 s)
- 1930 Weltranglistenerste (1,59 m)
- 1931 Weltranglistenerste (1,58 m)
- 1932 Platz 6 (1,59 m)
- 1933 Platz 5 (1,58 m)

Als persönliche Bestleistungen werden für sie angegeben:
- Hochsprung: 1,59 m (erzielt am 25. Juli 1930 in Düsseldorf)
- 80 m Hürden: 12,2 s (erzielt am 20. August 1933 in Weimar)
- 100 m: 12,4 s (erzielt am 9. Juni 1929 in Rheinhausen)

1930, in ihrem besten Jahr, wurde sie Dritte bei den 3. Frauen-Weltspielen in Prag. Bei Olympischen Spielen konnte sie ihr Potential leider nicht ganz abrufen. 1928 in Amsterdam kam sie mit übersprungenen 1,48 m als beste Deutsche (außer ihr waren noch Inge Braumüller und Elisabeth Bonetsmüller am Start) auf Platz 6; mit ihrer damaligen Bestleistung von 1,54 m hätte sie jedoch ebenfalls keine Medaille gewonnen. Vier Jahre später in Los Angeles gelang ihr zwar ein Sprung über 1,55 m, der jedoch nur für Platz sieben reichte (es siegte die Amerikanerin Jean Shiley mit der Weltrekordhöhe von 1,65 m). Immerhin war sie erneut beste Deutsche, da Ellen Braumüller (die Schwester von Inge) nur 1,41 m schaffte.